# Список наград и номинаций фильма «Аватар»
Аватар (англ. Avatar) — американский фантастический фильм 2009 года, снятый Джеймсом Кэмероном по собственному сценарию. 10 декабря 2009 года кинокомпания 20th Century Fox организовала премьерный показ в Лондоне, в широкий прокат в США и Канаде лента вышла 16 декабря (в России — 17 декабря), собрав в первый же день 27 миллионов долларов. В первые выходные доход составил 77 миллионов долларов с 3461 кинотеатра. Критики также тепло встретили кинокартину, о чём свидетельствует высокий рейтинг на сайте-накопителе рецензий Rotten Tomatoes. В дальнейшем фильм возглавил список самых кассовых фильмов мира за всю историю и стал первым фильмом, собравшим в прокате более 2 миллиардов долларов.
«Аватар» был многократно номинирован в различных премиях, включая девять категорий в кинопремии «Оскар», четыре «Золотых глобуса», восемь BAFTA и девять номинаций на премию «Выбор критиков» Ассоциации кинокритиков США и Канады. В декабре 2009 года Американский институт киноискусства отметил фильм Кэмерона и его достижения в CGI эффектах своей ежегодной наградой «AFI Moments of Significance» с ремаркой, что это «будет иметь сильное воздействие на будущее видов искусства». В начале 2010 года журнал «Тайм» поместил «Аватар» на десятую позицию в своём списке «Лучших фильмов десятилетия». Фильм был номинирован на десять премий «Сатурн» и выиграл все десять на 36-й церемонии вручения премии «Сатурн». Победа Зои Салданы в категории за лучшую киноактрису стала редким случаем для полностью CG персонажа.
Кроме того, фильм стал обладателем российской кинопремии «Жорж» как лучший зарубежный экшн.

## Награды и номинации
| Награды и номинации (приведено в хронологической последовательности) | Награды и номинации (приведено в хронологической последовательности)    | Награды и номинации (приведено в хронологической последовательности)                | Награды и номинации (приведено в хронологической последовательности)       | Награды и номинации (приведено в хронологической последовательности) |
| Церемония                                                            | Награда                                                                 | Категория                                                                           | Номинант                                                                   | Результат                                                            |
| -------------------------------------------------------------------- | ----------------------------------------------------------------------- | ----------------------------------------------------------------------------------- | -------------------------------------------------------------------------- | -------------------------------------------------------------------- |
| 13 декабря 2009                                                      | Премия Общества сетевых кинокритиков Нью-Йорка                          | Лучший фильм                                                                        | Джеймс Кэмерон и Джон Ландау                                               | Победа                                                               |
| 13 декабря 2009                                                      | Премия Общества сетевых кинокритиков Нью-Йорка                          | Лучшие 11 фильмов года                                                              | Джеймс Кэмерон и Джон Ландау                                               | Победа                                                               |
| 15 декабря 2009                                                      | Премия Ассоциации кинокритиков Остина                                   | Лучшие 10 фильмов года                                                              | Джеймс Кэмерон и Джон Ландау                                               | Победа                                                               |
| 15 декабря 2009                                                      | Премия Общества кинокритиков Сан-Диего                                  | Лучшая режиссура                                                                    | Джеймс Кэмерон                                                             | Номинация                                                            |
| 15 декабря 2009                                                      | Премия Общества кинокритиков Сан-Диего                                  | Лучшая работа художника-постановщика                                                | Рик Картер и Роберт Стромберг                                              | Номинация                                                            |
| 16 декабря 2009                                                      | Премия Ассоциации кинокритиков Даллас—Форт-Уэрта                        | Лучшие 10 фильмов года                                                              | Джеймс Кэмерон и Джон Ландау                                               | Победа                                                               |
| 18 декабря 2009                                                      | Премия Общества кинокритиков Лас-Вегаса                                 | Лучшая работа художника-постановщика                                                | Рик Картер и Роберт Стромберг                                              | Победа                                                               |
| 19 декабря 2009                                                      | Премия Общества кинокритиков Хьюстона                                   | Лучший фильм года                                                                   | Джеймс Кэмерон и Джон Ландау                                               | Номинация                                                            |
| 19 декабря 2009                                                      | Премия Общества кинокритиков Хьюстона                                   | Лучшая режиссура                                                                    | Джеймс Кэмерон                                                             | Номинация                                                            |
| 19 декабря 2009                                                      | Премия Общества кинокритиков Хьюстона                                   | Лучшая операторская работа                                                          | Мауро Фиоре и Винс Пэйс                                                    | Номинация                                                            |
| 19 декабря 2009                                                      | Премия Общества кинокритиков Хьюстона                                   | Лучшая музыка                                                                       | Джеймс Хорнер                                                              | Номинация                                                            |
| 21 декабря 2009                                                      | Премия Ассоциации кинокритиков Чикаго                                   | Лучшая операторская работа                                                          | Мауро Фиоре                                                                | Номинация                                                            |
| 21 декабря 2009                                                      | Премия Ассоциации кинокритиков Чикаго                                   | Лучшая музыка                                                                       | Джеймс Хорнер                                                              | Номинация                                                            |
| 21 декабря 2009                                                      | Премия Общества кинокритиков Флориды                                    | Лучшая операторская работа                                                          | Мауро Фиоре                                                                | Победа                                                               |
| 21 декабря 2009                                                      | Премия Ассоциации кинокритиков Сент-Луиса                               | Лучшие визуальные / специальные эффекты                                             | Джо Леттери, Стивен Розенбаум, Ричард Бейнэм и Эндрю Джонс                 | Победа                                                               |
| 21 декабря 2009                                                      | Премия Ассоциации кинокритиков Сент-Луиса                               | Самый оригинальный / Инновационный или креативный фильм                             | Джеймс Кэмерон и Джон Ландау                                               | Победа                                                               |
| 22 декабря 2009                                                      | Премия Кружка кинокритиков Оклахомы                                     | Лучшие 10 фильмов года                                                              | Джеймс Кэмерон и Джон Ландау                                               | Победа                                                               |
| 22 декабря 2009                                                      | Премия Общества кинокритиков Финикса                                    | Лучшая операторская работа                                                          | Мауро Фиоре                                                                | Победа                                                               |
| 22 декабря 2009                                                      | Премия Общества кинокритиков Финикса                                    | Лучший монтаж                                                                       | Джеймс Кэмерон, Джон Рефуа и Стивен Ривкин                                 | Победа                                                               |
| 22 декабря 2009                                                      | Премия Общества кинокритиков Финикса                                    | Лучшая работа художника-постановщика                                                | Рик Картер и Роберт Стромберг                                              | Победа                                                               |
| 22 декабря 2009                                                      | Премия Общества кинокритиков Финикса                                    | Лучшие визуальные эффекты                                                           | Джо Леттери, Стивен Розенбаум, Ричард Бейнэм и Эндрю Джонс                 | Победа                                                               |
| 3 января 2010                                                        | Премия Национального общества кинокритиков США                          | Лучшая работа художника-постановщика                                                | Рик Картер и Роберт Стромберг                                              | Номинация                                                            |
| 6 января 2010                                                        | Премия Общества сетевых кинокритиков                                    | Лучшая операторская работа                                                          | Мауро Фиоре                                                                | Номинация                                                            |
| 6 января 2010                                                        | Премия Общества сетевых кинокритиков                                    | Лучшая режиссура                                                                    | Джеймс Кэмерон                                                             | Номинация                                                            |
| 6 января 2010                                                        | Премия Общества сетевых кинокритиков                                    | Лучший монтаж                                                                       | Джеймс Кэмерон, Джон Рефуа и Стивен Ривкин                                 | Номинация                                                            |
| 15 января 2010                                                       | Critics Choice Awards                                                   | Лучший боевик                                                                       | Джеймс Кэмерон и Джон Ландау                                               | Победа                                                               |
| 15 января 2010                                                       | Critics Choice Awards                                                   | Лучшая работа художника-постановщика                                                | Рик Картер и Роберт Стромберг                                              | Победа                                                               |
| 15 января 2010                                                       | Critics Choice Awards                                                   | Лучшая операторская работа                                                          | Мауро Фиоре                                                                | Победа                                                               |
| 15 января 2010                                                       | Critics Choice Awards                                                   | Лучшая режиссура                                                                    | Джеймс Кэмерон                                                             | Номинация                                                            |
| 15 января 2010                                                       | Critics Choice Awards                                                   | Лучший монтаж                                                                       | Джеймс Кэмерон, Джон Рефуа и Стивен Ривкин                                 | Победа                                                               |
| 15 января 2010                                                       | Critics Choice Awards                                                   | Лучший фильм года                                                                   | Джеймс Кэмерон и Джон Ландау                                               | Номинация                                                            |
| 15 января 2010                                                       | Critics Choice Awards                                                   | Лучший грим                                                                         | Аватар                                                                     | Номинация                                                            |
| 15 января 2010                                                       | Critics Choice Awards                                                   | Лучший звук                                                                         | Кристофер Бойес, Гэри Саммерс, Энди Нельсон, Тони Джонсон и Аддисон Тиг    | Победа                                                               |
| 15 января 2010                                                       | Critics Choice Awards                                                   | Лучшие визуальные эффекты                                                           | Джо Леттери, Стивен Розенбаум, Ричард Бейнэм и Эндрю Джонс                 | Победа                                                               |
| 20 января 2010                                                       | Премия PETA «Proggy award»                                              | Выдающийся художественный фильм                                                     | Джеймс Кэмерон                                                             | Победа                                                               |
| 24 января 2010                                                       | Премия Гильдии продюсеров США                                           | Кинофильм – продюсер года                                                           | Джеймс Кэмерон и Джон Ландау                                               | Номинация                                                            |
| 27 января 2010                                                       | Золотой глобус                                                          | Лучшая режиссура                                                                    | Джеймс Кэмерон                                                             | Победа                                                               |
| 27 января 2010                                                       | Золотой глобус                                                          | Лучший фильм – драма                                                                | Джеймс Кэмерон и Джон Ландау                                               | Победа                                                               |
| 27 января 2010                                                       | Золотой глобус                                                          | Лучшая музыка                                                                       | Джеймс Хорнер                                                              | Номинация                                                            |
| 27 января 2010                                                       | Золотой глобус                                                          | Лучшая песня                                                                        | Джеймс Хорнер, Саймон Франглен и Кук Харрелл за «I See You»                | Номинация                                                            |
| 30 января 2010                                                       | Премия Гильдии режиссёров США                                           | Лучшая режиссура – художественный фильм                                             | Джеймс Кэмерон                                                             | Номинация                                                            |
| 6 февраля 2010                                                       | Международный кинофестиваль в Санта-Барбаре                             | Lucky Brand™ Modern Master Award                                                    | Джеймс Кэмерон                                                             | Победа                                                               |
| 12 февраля 2010                                                      | Black Reel Awards                                                       | Лучшая женская роль второго плана                                                   | Зои Салдана                                                                | Номинация                                                            |
| 13 февраля 2010                                                      | Премия Гильдии художников-постановщиков США                             | Лучшее достижение в области художественного оформления – Кинофантастика             | Рик Картер и Роберт Стромберг                                              | Победа                                                               |
| 14 февраля 2010                                                      | Премия Ассоциации американских монтажёров «Eddie»                       | Лучший монтаж в художественном фильме – Драма                                       | Джеймс Кэмерон, Джон Рефуа и Стивен Ривкин                                 | Номинация                                                            |
| 18 февраля 2010                                                      | Премия Лондонского кружка кинокритиков                                  | Режиссёр года                                                                       | Джеймс Кэмерон                                                             | Номинация                                                            |
| 18 февраля 2010                                                      | Премия Лондонского кружка кинокритиков                                  | Лучший фильм года                                                                   | Джеймс Кэмерон и Джон Ландау                                               | Номинация                                                            |
| 20 февраля 2010                                                      | Премия Гильдии звукорежиссёров художественного кино«Golden Reel Awards» | Лучший монтаж звука: Музыка в художественном фильме                                 | Аватар                                                                     | Победа                                                               |
| 20 февраля 2010                                                      | Премия Гильдии звукорежиссёров художественного кино«Golden Reel Awards» | Лучший монтаж звука: Диалоги и дублирование в художественном фильме                 | Аватар                                                                     | Номинация                                                            |
| 20 февраля 2010                                                      | Премия Гильдии звукорежиссёров художественного кино«Golden Reel Awards» | Лучший монтаж звука: Звуковые эффекты и их запись в художественном фильме           | Аватар                                                                     | Победа                                                               |
| 20 февраля 2010                                                      | Премия Гильдии сценаристов США                                          | Лучший оригинальный сценарий                                                        | Джеймс Кэмерон                                                             | Номинация                                                            |
| 21 февраля 2010                                                      | Кинопремия BAFTA                                                        | Лучший фильм                                                                        | Джеймс Кэмерон и Джон Ландау                                               | Номинация                                                            |
| 21 февраля 2010                                                      | Кинопремия BAFTA                                                        | Лучшая режиссура                                                                    | Джеймс Кэмерон                                                             | Номинация                                                            |
| 21 февраля 2010                                                      | Кинопремия BAFTA                                                        | Лучшая музыка                                                                       | Джеймс Хорнер                                                              | Номинация                                                            |
| 21 февраля 2010                                                      | Кинопремия BAFTA                                                        | Лучшая операторская работа                                                          | Мауро Фиоре                                                                | Номинация                                                            |
| 21 февраля 2010                                                      | Кинопремия BAFTA                                                        | Лучший монтаж                                                                       | Стивен Ривкин, Джон Рефуа и Джеймс Кэмерон                                 | Номинация                                                            |
| 21 февраля 2010                                                      | Кинопремия BAFTA                                                        | Лучшая работа художника-постановщика                                                | Рик Картер, Роберт Стромберг, Ким Синклер                                  | Победа                                                               |
| 21 февраля 2010                                                      | Кинопремия BAFTA                                                        | Лучший звук                                                                         | Кристофер Бойес, Гэри Саммерс, Энди Нельсон, Тони Джонсон и Аддисон Тиг    | Номинация                                                            |
| 21 февраля 2010                                                      | Кинопремия BAFTA                                                        | Лучшее достижение в области специальных визуальных эффектов                         | Джо Леттери, Стивен Розенбаум, Ричард Бейнэм и Эндрю Джонс                 | Победа                                                               |
| 25 февраля 2010                                                      | Премия Гильдии художников по костюмам США                               | Безупречный дизайн костюмов – фантастический фильм                                  | Майес Рубео и Дебора Линн Скотт                                            | Номинация                                                            |
| 26 февраля 2010                                                      | NAACP Image Awards                                                      | Лучшая женская роль второго плана                                                   | Зои Салдана                                                                | Номинация                                                            |
| 27 февраля 2010                                                      | Премия Американского общества кинематографистов                         | Лучшая операторская работа                                                          | Мауро Фиоре                                                                | Номинация                                                            |
| 27 февраля 2010                                                      | Премия Общества кинематографии и звукозаписи                            | Выдающееся достижение в сведении звука                                              | Тони Джонсон, Кристофер Бойес, Гэри Саммерс и Энди Нельсон                 | Номинация                                                            |
| 28 февраля 2010                                                      | Приз Общества визуальных эффектов                                       | За вклад в развитие кинематографа                                                   | Джеймс Кэмерон                                                             | Победа                                                               |
| 28 февраля 2010                                                      | Приз Общества визуальных эффектов                                       | Эффекты в фильмах с упором на визуальные эффекты                                    | Ричард Бейнэм, Джойс Кокс, Джо Леттери и Эйлин Моран                       | Победа                                                               |
| 28 февраля 2010                                                      | Приз Общества визуальных эффектов                                       | Лучший эффект года — за «Побег Куоритча»                                            | Джилл Брукс, Джон Нолл, Фрэнк Лосассо Петтерсон и Тори Мерсер              | Номинация                                                            |
| 28 февраля 2010                                                      | Приз Общества визуальных эффектов                                       | Лучший эффект года — за «Пьющая Нейтири»                                            | Телвин Кабесас, Джойс Кокс, Джо Леттери и Эйлин Моран                      | Победа                                                               |
| 28 февраля 2010                                                      | Приз Общества визуальных эффектов                                       | Лучший анимированный персонаж — за «Нейтири»                                        | Эндрю Джонс, Джо Леттери, Зои Салдана и Джефф Уней                         | Победа                                                               |
| 28 февраля 2010                                                      | Приз Общества визуальных эффектов                                       | Matte Paintings в художественном фильме — за «Пандору»                              | Жан-Люк Аззис, Питер Бостедтер, Брентон Коттман и Ивонн Мюинде             | Победа                                                               |
| 28 февраля 2010                                                      | Приз Общества визуальных эффектов                                       | Модели в художественном фильме — за «Самсона, дерево жизни, парящие горы и АМПсьют» | Саймон Чжан, Пол Дженнес, Джон Стивенсон-Гэлвин и Райнер Зойттль           | Победа                                                               |
| 28 февраля 2010                                                      | Приз Общества визуальных эффектов                                       | Создание окружающей среды в художественном фильме — за «Парящие горы»               | Дэн Леммон, Кит Миллер и Камерон Смит                                      | Номинация                                                            |
| 28 февраля 2010                                                      | Приз Общества визуальных эффектов                                       | Создание окружающей среды в художественном фильме — за «Джунгли / Биолюминисценцию» | Шади Альмасси-заде, Джессика Каули, Дэн Кокс, Ула Радемайер и Эрик Сейндон | Победа                                                               |
| 28 февраля 2010                                                      | Приз Общества визуальных эффектов                                       | Создание окружающей среды в художественном фильме — за «Дерево душ»                 | Телвин Кабесас, Миа Кан, Дэниэл Макарин и Гай Уильямс                      | Номинация                                                            |
| 28 февраля 2010                                                      | Приз Общества визуальных эффектов                                       | Композитинг в художественном фильме                                                 | Эрих Эдер, Робин Холландер, Джузеппе Тальявини и Эрик Винквист             | Номинация                                                            |
| 28 февраля 2010                                                      | Приз Общества визуальных эффектов                                       | Композитинг в художественном фильме — за «Финальную битву»                          | Джей Купер, Бет Д'Амато, Эдди Паскуарелло и Тодд Вазири                    | Номинация                                                            |
| 7 марта 2010                                                         | Премия «Оскар»                                                          | Лучший фильм                                                                        | Джеймс Кэмерон и Джон Ландау                                               | Номинация                                                            |
| 7 марта 2010                                                         | Премия «Оскар»                                                          | Лучшая режиссура                                                                    | Джеймс Кэмерон                                                             | Номинация                                                            |
| 7 марта 2010                                                         | Премия «Оскар»                                                          | Лучшая работа художника-постановщика                                                | Рик Картер и Роберт Стромберг (постановка); Ким Синклер (декорации)        | Победа                                                               |
| 7 марта 2010                                                         | Премия «Оскар»                                                          | Лучшая операторская работа                                                          | Мауро Фиоре                                                                | Победа                                                               |
| 7 марта 2010                                                         | Премия «Оскар»                                                          | Лучший монтаж                                                                       | Стивен Ривкин, Джон Рефуа и Джеймс Кэмерон                                 | Номинация                                                            |
| 7 марта 2010                                                         | Премия «Оскар»                                                          | Лучшая музыка                                                                       | Джеймс Хорнер                                                              | Номинация                                                            |
| 7 марта 2010                                                         | Премия «Оскар»                                                          | Лучший звук                                                                         | Кристофер Бойес и Гвендолин Йетс Уиттл                                     | Номинация                                                            |
| 7 марта 2010                                                         | Премия «Оскар»                                                          | Лучший звуковой монтаж                                                              | Кристофер Бойес, Гэри Саммерс, Энди Нельсон и Тони Джонсон                 | Номинация                                                            |
| 7 марта 2010                                                         | Премия «Оскар»                                                          | Лучшие визуальные эффекты                                                           | Джо Леттери, Стивен Розенбаум, Ричард Бейнэм и Эндрю Джонс                 | Победа                                                               |